# Горы Циньлин
Горы Циньлин (кит. трад. 秦嶺, упр. 秦岭, пиньинь Qínlǐng) — горы субширотного простирания, находящиеся в центре Китая. Входят в состав Циньлин-Юньнаньской и Юго-Восточной горных стран, соответствующих большим геоморфологическим регионам Китая. Делятся на хребты: Циньлин, Дабашань и Дабешань (пиньинь Dàbié Shān). Они лишены вечных снегов, но некоторые вершины имеют следы бывшего четвертичного оледенения.
По горам Циньлин проходит географическая граница между севером и югом Китая. Они примыкают к Куньлуню южнее Ланьчжоу. Протянулись от него в восточном направлении. Спускаются на севере к впадине Вэйхэ, за которой возвышаются малые хребты Лёссового плато, и оканчиваются восточнее Великой Китайской равниной, а на юге подступают к Сычуаньской впадине и долине самой длинной реки Евразии. Служат водоразделом бассейнов важнейших рек Китая: Хуанхэ и Янцзы.
Относятся к Циньлинскому орогену. Его развёрнутое название: орогенный пояс Циньлин — Тунбай — Хунъань — Дабе — Сулу. Протяжённость орогена от границы с Куньлунем до разлома Таньлу, в районе Аньцина, и вдоль этого разлома до Шаньдунского полуострова превышает 2000 км.
В горах есть объекты, внесённые в список Всемирного наследия ЮНЕСКО, а именно: Шэньнунцзя в провинции Хубэй, берегущий девственную природу Центрального Китая, и Комплекс древних строений в горах Уданшань. Создано множество заповедников, среди которых известен Фопин, благодаря обитающим на его территории большим пандам, золотым курносым обезьянам и красноногим ибисам. Горы являются домом для многих эндемичных и реликтовых видов растений.
Хребет Дабашань ранее входил во владения древнего царства Ба. На берегах реки Вэйхэ существовало царство Цинь, ставшее первой китайской империей. После её распада там длительное время размещалась столица новой империи Хань, город Чанъань, на месте которого вырос современный Сиань.

## Геология
Орогены Циньлина, Куньлуня и Циляньшаня образуют Центрально-Китайский орогенный пояс. От Центрально-Азиатского подвижного пояса обособлены Таримской и Сино-Корейской платформами (блоками). Согласно иной точке зрения, за этими платформами лежит Урало-Охотский подвижный пояс, а перечисленные орогены рассматриваются в составе Центрально-Азиатского пояса.
Циньлинский ороген включает блок Хуасюн, Северо-Циньлинский аккреционный пояс и Южно-Циньлинский складчатый пояс. Некоторые исследователи приписывают к нему складчатый пояс Сунпань, относимый другими авторами к одному из террейнов Тибетского нагорья. В переходной зоне Циньлинского орогена расположен Дабашаньский складчато-надвиговый пояс, делящийся разломом Чэнкоу — границей орогена — на северную, от Чэнкоу до Анькана, и южную части. Северный Циньлин представлял собой вулканический остров в океане более 500 млн. лет назад. Южный Циньлин в прошлом был микро-плитой, отколовшейся от Южно-Китайской платформы (блока). Территорию древнего блока Хуасюн занимает северо-восточная часть хребта Циньлин, называемая Сяоциньлином.
Столкновение Северо-Китайского и Южно-Китайского блоков (кратонов) закончилось соединением частей Циньлина и образованием Циньлинского орогена. Существовавший между ними океан закрылся вдоль нескольких шовных зон. Данный процесс завершился около 200 млн лет назад.
Продолжавшаяся в юрском периоде коллизия Сино-Корейской и Южно-Китайской платформ стала причиной внутриконтинентального орогенеза Циньлина. На северной окраине Южно-Китайского блока формировался Дабашаньский складчато-надвиговый пояс. На флангах данного пояса находятся твёрдые докембрийские массивы (купола) Ханьнань — Мицан и Шэньнунцзя — Хуанлин. Между ними образовался Дабашаньский ороклин.
В мелу сжатие сменилось растяжением орогена.
В кайнозое Индостанская плита столкнулась с Евразийской плитой. Тибетского нагорье расширялось на северо-восток. В результате Циньлин возобновил свой рост, особенно вдоль разлома (сдвига) Тайбай, через который передавалось напряжение от Тибетского нагорья. Кайнозойские поднятия Циньлина привели к опусканию грабена Вэйхэ и заполнению его осадочными породами толщиной более 7 километров.
Вдоль активных разломов Циньлина до сих пор случаются сильные землетрясения.
Горы Циньлин состоят преимущественно из метаморфических сланцев, а южная часть Дабашаня — из известняков и других осадочных пород на кристаллическом фундаменте Южно-Китайской платформы. В массивах докембрийские породы пробиты гранитоидами. Северная часть хребта Циньлин, в районах Тайбашаня и Хуашаня, также состоит из гранитоидов. Гранитоиды Хуашаня датированы юрским периодом. Во впадинах разломных зон накопились осадочные породы: песчаники, алевролиты, доломиты и четвертичные рыхлые отложения.
Имеются месторождения молибденовых руд, золота и карбонатита, обогащённого ураном и редкоземельным ниобием. На юге хребта Дабашань обнаружили крупные залежи нефти и газа.

## Геоморфология
Рельеф Китая трёхступенчатый. Циньлин и Дабашань, будучи самыми высокими хребтами в горах Циньлин, расположены на второй ступени в составе Циньлин-Юньнаньской горной страны.
Крупнейший из них, хребет Циньлин, имеет длину приблизительно 1000 км. Тайбайшань — самая высокая (3771 м) гора данного хребта и всей горной системы. Хребет вытянут в почти широтном направлении. Его восточная часть разветвляется на четыре отрога. Северо-восточный отрог, включающий гору Хуашань, известен под названием Сяоциньлин. Северные склоны хребта крутые, пересечённые короткими узкими долинами рек, южные склоны пологие с широкими долинами и каньонами. Предгорный разлом Циньлина отмечен на поверхности трещинами в грунте, которые ориентированы продольно хребту.
Хребет Дабашань несколько ниже Циньлина. Его максимальная высота, равная 3106 м, была измерена на вершине горы Шэньнун. Дабашань расположен южнее главного хребта, направлен в целом на юго-восток. Между двумя хребтами находятся: котловина Ханьчжун, северо-западная часть разлома Анькан и долина реки Ханьцзян. В состав Дабашаня входят массивы: Мицан (2507 м), Ханьнань, Уданшань, Шэньнунцзя и Хуанлин. На юге хребта имеются живописные карстовые формы рельефа.
К востоку от двух предыдущих хребтов высится Дабешань (Хуайян) — хребет восточного сегмента гор Циньлин. Он занимает часть третьей ступени рельефа Китая на северной окраине Юго-Восточной горной страны. Верхняя точка (1774 м) этого небольшого хребта размещается на макушке горы Хо. Протянувшаяся от него к Циньлину низкогорная гряда Тунбайшань считается продолжением Дабешаня. Хуайян ограждает аллювиальную Цзянханьскую равнину в долине Янцзы от Великой Китайской равнины.
- Горы Циньлин
- Хребет Циньлин
- Хребет Дабашань
- Хребет Дабешань

## Климат
Горы Циньлин являются природным барьером, разграничивающим умеренный и субтропический климатические пояса. К северу от гор климат умеренный муссонный, а к югу от них он становится субтропическим муссонным.
Холодный и сухой зимний муссон дует из Центральной Азии. Горы Циньлин встают преградой на пути у холодного воздуха.
Летний восточно-азиатский муссон направлен из Тихого океана. Тропические морские воздушные массы проливают влагу дождями на склонах гор, становясь более сухими и континентальными, но по-прежнему тропическими, так как их температура меняется мало. Количество осадков в горах возрастает с северо-запада на юго-восток и снизу вверх — от менее 500 мм до более 1000 мм в год. На юге Дабашаня в отдельные годы выпадало до 2500 мм осадков.

## Растительный мир
К северо-западу от гор Циньлин раскинулись умеренные степи. Хребет Циньлин находится преимущественно в регионе или зоне тепло-умеренных листопадных лесов, формируя его западный выступ. Циньлин покрыт неморальным типом растительности, хотя его местные формации считаются переходными к субтропическим. Дабашань и Дабешань расположены в регионе (зоне) субтропических широколиственных вечнозелёных лесов.
| Высотная поясность гор Циньлин   | Высотная поясность гор Циньлин        | Высотная поясность гор Циньлин                                       | Высотная поясность гор Циньлин                                       |
| Хребет Циньлин                   | Хребет Циньлин                        | Хребет Дабашань (массив Шэньнунцзя)                                  | Хребет Дабашань (массив Шэньнунцзя)                                  |
| Северный макросклон              | Южный макросклон                      | Северный макросклон                                                  | Южный макросклон                                                     |
| -------------------------------- | ------------------------------------- | -------------------------------------------------------------------- | -------------------------------------------------------------------- |
| Субальпийские луга (3400—3771 м) | Субальпийские луга (3400—3771 м)      | Субальпийские кустарники и луга (≤3000—3106 м)                       | Субальпийские кустарники и луга (≤3000—3106 м)                       |
| Хвойные леса (2700—3400 м)       | Хвойные леса (2700—3400 м)            | Хвойные леса (≤2600—3000 м)                                          | Хвойные леса (≤2600—3000 м)                                          |
| Берёзовые леса (2200—2700 м)     | Берёзовые леса (2200—2700 м)          | Смешанные хвойно-широколиственные леса (≤2200—2600 м)                | Смешанные хвойно-широколиственные леса (≤2200—2600 м)                |
| Дубовые леса (~800—2200 м)       | Сосново-дубовые леса (1300—2300 м)    | Широколиственные листопадные леса (≤1700—2200 м)                     | Широколиственные листопадные леса (≤1700—2200 м)                     |
| Дубовые леса (~800—2200 м)       | Леса из дуба изменчивого (750—1300 м) | Смешанные широколиственные листопадно-вечнозелёные леса (600—1700 м) | Смешанные широколиственные листопадно-вечнозелёные леса (600—1700 м) |
| —                                | —                                     | —                                                                    | Широколиственные вечнозелёные леса (400—1000 м)                      |

Остатки хвойно-широколиственных лесов, в которых сочетаются тсуга китайская, виды пихты и сосна Армана, также сохранились на хребте Циньлин, вне своего пояса.

## Животный мир

### Зоогеографическое районирование
Российские зоогеографы проводят по горам Циньлин границу между фаунистическими царствами суши: Арктогеей и Палеогеей.
- Царство Арктогея
  - Восточно-Азиатская область. Объединяет фауну листопадных лесов.
- Царство Палеогея
  - Индо-Малайская область. Простирается на тропические и субтропические леса Китая.

В соответствии с принятой в Китае схемой зоогеографического районирования, по хребту Циньлин проходит граница между Палеарктической и Ориентальной областями, а хребты Дабашань и Дабешань целиком отнесены к Ориентальной области (Индо-Малайской области).  Северо-Восточная переходная часть Ориентальной области названа Средне-Китайским зоогеографическим регионом. Часть Палеарктической области, захватывающая северную окраину гор Циньлин, обозначена как Северо-Китайский зоогеографический регион.
Пресноводные водоёмы Центрального Китая включены в Сино-Индийскую область.

### Фауна
Важнейшими охраняемыми животными гор Циньлин являются: большая панда, рокселланов ринопитек, такин, китайская исполинская саламандра и красноногий ибис. Китайская исполинская саламандра — самое крупное земноводное в мире.
- Такин
- Рокселлановы ринопитеки
- Циньлинский подвид большой панды
- Красноногие ибисы
- Китайская исполинская саламандра

#### Млекопитающие
В горах Циньлин выявлены животные, типичные для Центральной Азии, а именно: степной хорёк, солонгой, заяц-толай, даурская пищуха, алашанский суслик, китайский цокор и длиннохвостый хомячок. Обитают в этих горах и широко распространённые в Палеарктике виды вкупе с викарирующими видами: серый волк, обыкновенная лисица, азиатский барсук, обыкновенная выдра, колонок, амурский ёж, кабан, сибирская косуля, азиатский бурундук, полевая мышь и так далее. Сибирская кабарга замещается кабаргой Березовского.
Южный облик горам придают живущий в субтропических лесах макак-резус, гималайский медведь, ставший исчезающе редким красный волк, енотовидная собака, леопард, дымчатый леопард, кошка Темминка, бенгальская кошка, гималайская цивета, свиной барсук, харза, желтобрюхая ласка, такин, серау, китайский горал, хохлатый и пятнистый олени, китайский мунтжак, длинноносый крот, виды белок и летяг (белка Перни, юньнаньская белка, бурундук Давида, бело-рыжая летяга и др.), малайский дикобраз, китайская роющая соня, разнообразные крысы, включая китайскую бамбуковую  (Rhizomys sinensis), многочисленные рукокрылые, среди которых отмечен гималайский листонос.
На Циньлине встречаются эндемики Китая: большая панда, золотая курносая обезьяна, китайский ёж, китайский землеройковый крот (Uropsilus soricipes),  мышевидные грызуны, такие как Caryomys eva и Myodes shanseius. Цокор Ротшильда населяет в основном хребет Дабашань.

#### Пресмыкающиеся
- Змеи
  - Аспиды: очковая змея, южнокитайский многополосый крайт, Calliophis macclellandi.
  - Гадюковые: гадюка-фея, куфия Штейнегера, куфия Джердона, китайский и короткохвостый щитомордники.
  - Ужеобразные: тигровый уж, капюшонный древесный уж (Pseudoxenodon macrops), краснопоясный динодон, волкозуб Фишера, китайская бойга, китайский энтехинус, восточная водяная змея (Sinonatrix percarinata), китайская крысиная змея, виды полозов, олигодонов, азиатских моллюскоедов Ваглера и так далее[38][40].

Большинство местных ящериц — представители семейств сцинковых, к примеру стройный сцинк (Plestiodon elegans), и настоящих ящериц (виды долгохвосток, монгольская ящурка). Реже встречаются гекконовые, в частности японский геккон. На хребте Дабашань ловили зелёного полосатого древесного дракона (Diploderma splendidum) из семейства агамовых.
Черепах здесь немного. Известно о том, что в водоёмах присутствуют китайская трёхкилевая черепаха и китайский трионикс.

#### Земноводные
Десятки видов амфибий насчитываются в горах Циньлин.
Коренастый углозуб обитает только на восточном хребте Дабешань, а эндемичный Batrachuperus taibaiensis найден на севере Циньлина. Ареал сычуаньского лягушкозуба едва выходит за пределы Дабашаня. Другими хвостатыми земноводными являются: цинпайский лягушкозуб, тибетский и китайский углозубы, карликовый тритон и описанная выше китайская исполинская саламандра.
Бесхвостых земноводных существенно больше по числу родов и видов, что наглядно демонстрируют семейства настоящих лягушек (не менее 9 родов), рогатых чесночниц, жаб, квакш и узкоротов. Некоторые из них, такие как циньлинская квакша, признаны эндемиками рассматриваемой горной системы. На самом юге Дабашаня был зарегистрирован большеголовый веслоног (Polypedates megacephalus), входящий в семейство веслоногих лягушек.

#### Рыбы
Весь перечень видов местной ихтиофауны не найден, но выяснилось, что карповые, сравнительно с другими семействами, обладают их наибольшим числом. К карповым относятся: сазан, пёстрый толстолобик, конь-губарь, гольян Лаговского, амурский чебачок, глазчатый горчак, закко обыкновенный и множество менее известных представителей.
Крупнейшая рыба региона, китайский осётр, борется за выживание в бассейне реки Янцзы. Единственное нерестилище осталось ниже плотины Гэчжоуба (городской округ Ичан), то есть там, где Янцзы стекает с Дабашаня на Цзянханьскую равнину. Под угрозой исчезновения оказались и рыбы из семейства лососёвых, к которому относятся сычуаньский таймень и эндемичный циньлинский ленок.
Другие обитатели водно-болотных угодий: азиатский болотный угорь (Monopterus albus), заплывающий на рисовые поля, виды китайских окуней, в том числе Siniperca scherzeri, виды щиповок, амурский вьюн и амурский сом. В списках отдельных районов значатся рыбы, плинадлежащие к семействам: балиторовым, немахейловым, толстохвостых сомов, косатковым, бычковым и оксудерковым. В бассейне реки Вэйхэ был пойман обыкновенный змееголов, естественный ареал которого указывался для Жёлтой реки.

#### Птицы
Орнитофауна Циньлина — одна из самых богатых в Китае. С гор или хребта Циньлин описано 494 вида птиц, в том числе 32 эндемика. Для объекта ЮНЕСКО Шэньнунцзя в привинции Хубэй подсчитано 370 видов пернатых.
Благоприятные природные условия, сложившиеся в горах Центрального Китая для птиц из семейств кустарницевых и тимелиевых, позволили достичь им наибольшего изобилия в данном регионе. Циньлин и Дабашань близки к расположенному юго-западнее центру разнообразия фазановых. На этих хребтах распространены: золотой фазан, обыкновенный фазан, коклас и глазчатый трагопан. В заповедниках хребта Циньлин угодил в фотоловушки итагин. На юге Дабашаня водятся: пёстрый китайский фазан, жемчужный турач, бамбуковая куропатка и немой перепел.
Виды птиц, принадлежащие к северной авифауне, населяют хребет Дабашань и преобладают на хребте Циньлин. Многие местные пернатые имеют широкий гнездовой ареал в Палеарктике, как то: беркут, чеглок, ушастая сова, седой и белоспинный дятлы, большая горлица, удод, кедровка, обыкновенный поползень, сибирский жулан, овсянка-крошка, гуменник, кряква, серая цапля, вальдшнеп, озёрная чайка… Таких птиц, как дрофа, мохноногий курганник и хохлатый жаворонок, предпочитающих сухие местообитания, наблюдали у северных подножий хребта Циньлин и не только. Характерные для Европы роды птиц в Центральном Китае нередко представлены отдельными видами, например: хохлатым осоедом, гималайской неясытью, белопоясничным стрижом, индийской кукушкой, винно-красной чечевицей, желтобрюхой синицей, каштановым дроздом, дальневосточным аистом, касаткой и прочими.
Немало пернатых, относящихся к тропическим и субтропическим таксонам, преодолевают горы Центрального Китая, углубляясь в умеренный климатический пояс. Их сокращённый список: горный хохлатый орёл, японская иглоногая сова, японский зелёный голубь, серый дронго, райская мухоловка, китайская черноголовая иволга, красноклювая лазоревая сорока, серый личинкоед, виды белоглазок, восточный широкорот, ошейниковая альциона, мандаринка, зелёная кваква. Дальше гор Циньлин практически не залетает целый ряд таких южан, как хохлатые коршуны, гималайский рыбный филин, восточная травяная сипуха, изумрудная бронзовая кукушка, индийский дятелок, малайская щурка, красноголовый азиатский трогон, большой бородастик, лазурная мухоловка (Eumyias thalassinus), чёрно-красный длиннохвостый личинкоед, огненногрудый цветоед и виды нектарниц.
- Седой дятел
- Глазчатый трагопан
- Азиатская база